# 張晟 (成化戊戌進士)
張晟（1453年—？），字宗晦，山東濟南府章丘縣人，軍籍，明朝政治人物。進士出身。

## 生平
早年出身國子生，成化七年（1471年），山東鄉試第四十四名。成化十四年（1478年）戊戌科會試第一百四十八名，殿試登進士第三甲第一百八十一名。授試監察御史，巡查陝西，復命失儀，調外任，任湖廣雲夢縣知縣，官太原府知府。

## 家族
曾祖父張士麟，曾任運司判官。祖父張錄。父亲張允，曾任義官。嫡母馮氏，生母囗氏。慈侍下。娶李氏。